# Тугалудське торфове родовище
Тугалу́дське то́рфове родо́вище — родовище торфу в Росії, що знаходиться на території Кезького району Удмуртії.
Родовище розташоване на лівому березі річки Чепца, між річками-притоками Туга на півночі та Чубойка на півдні. Видобуток торфу на родовищі було розпочате в 1949 році. Тоді тут було збудовано Поломське торфопідприємство, біля якого виросло селище Поломське. Торф видобувався на торфомасивах та вирушав по вузькоколійній залізниці, яку було збудовано спеціально для перевезення сировини, на станцію Зілай ширококолійної залізниці Іжевськ-Пібаньшур.
В 1990-их роках видобуток торфу був призупинений, але на сьогодні він знову відновлений.